# Wilhelm Zobel
Wilhelm Zobel (* 19. März 1888 in Sachsenberg; † 11. April 1946 ebenda) war ein deutscher Landwirt und Politiker (Landbund).
Zobel war der Sohn des Kaufmanns Robert Zobel (1850–1905) und dessen Ehefrau Luise, geborene Böhle (1855–1903). Er heiratete am 16. Oktober 1910 in Sachsenberg Berta Mathilde Hallenberg (1891–1988). Zobel war Landwirt und Bürgermeister in Sachsenberg.
Von 1925 bis 1929 war er für den Landbund Abgeordneter in der Waldecker Landesvertretung.